# 伊拉克內戰 (2014年–2017年)
2014年伊拉克的内战的不斷擴大，致使伊斯蘭國武裝分子於1月初攻佔了以遜尼派為多數的城市費盧傑。6月時戰火更波及伊拉克北部和中部大部份地區。伊斯蘭國在短短幾星期內便攻陷了伊拉克北部大片地區，包括伊拉克第二大城市摩蘇爾、中部大城提克里特和北部城市泰勒阿費爾在內的數個伊拉克城市，並進迫首都巴格達。數百萬伊拉克人因戰火而流離失所，文物及美索不達米亞文明的遺址不少亦遭到摧毀。在美國及俄羅斯等國空襲幫助下，伊拉克政府才逐漸收回提克里特、費盧傑、摩蘇爾等城市。

## 歷史

### 2014年

#### 1月至6月

##### 安巴爾衝突
伊拉克和黎凡特伊斯蘭國的民兵於2013年12月30日起於安巴爾省爆發軍事衝突。2014年1月初，ISIS奪取了遜尼派重鎮費盧傑的控制權。

##### 2014年6月伊拉克北部攻勢
2014年中，内戰規模擴大。6月6日，伊斯蘭國於伊拉克北部尼尼微省發動攻擊。6月10日，ISIS控制了尼尼微省全境及其首府摩蘇爾。防禦摩蘇爾的政府軍士兵被指於戰爭中拋下自己軍服和武器，並逃離自己的崗位。摩蘇爾約有50萬居民淪為難民，逃往南面的巴格達和東面的伊拉克庫德斯坦。約1,700名離開斯派克軍營（COB Speicher）的無武裝政府軍士兵遭到IS俘虜和處決。
6月12日，政府軍棄守北部主要油田基爾庫克，伊拉克庫爾德族武裝部隊順勢接管了當地。
11日，IS攻佔提克里特。隨後，攻佔北部城市泰勒阿費爾，並一路南下逼近首都巴格達。政府軍與遜尼派武裝在巴格達郊外的巴古拜爆發激戰。6月18日，ISIS攻入首都巴格達北部210公里處的拜伊吉煉油廠。為爭奪此伊拉克最大煉油廠，政府軍與遜尼派武裝爆發激戰。
與此同時在西部，6月21日，IS於黎明前奪取了西部邊境城鎮加伊姆（Qaim）。伊拉克政府軍撤離當地邊防站。武裝分子因此可以攜帶武器於伊拉克及敘利亞兩國間自由出入，加強了他們向伊拉克中心地帶輸送人員和補給的能力。西部城市魯特拜亦被攻佔。隨後，伊拉克的遜尼派激進武裝又佔領了多兩個邊界關卡。一個關卡在敘利亞邊界，另一個在約旦邊界。
其後，敘利亞軍機於24日空襲了伊敘邊界加伊姆通道伊拉克一側的目標，並空襲了在伊拉克境內更遠處的西部城市魯特拜。伊拉克總理努里·馬利基對敘利亞空襲IS武裝目標，表示歡迎。
6月28日，政府軍向北部城市提克里特的遜尼派武裝分子發動了一次反擊。雙方爆發激戰。政府軍直升機對提克里特展開輪番空襲。當日，政府軍遭到頑強抵抗，被迫撤到附近一座小鎮。第二天，政府軍的地面部隊再一次向提克里特推進。
聯合國稱，2014年的叛亂至六月底已造成了超過100萬伊拉克人流離失所。

### 2014年8月

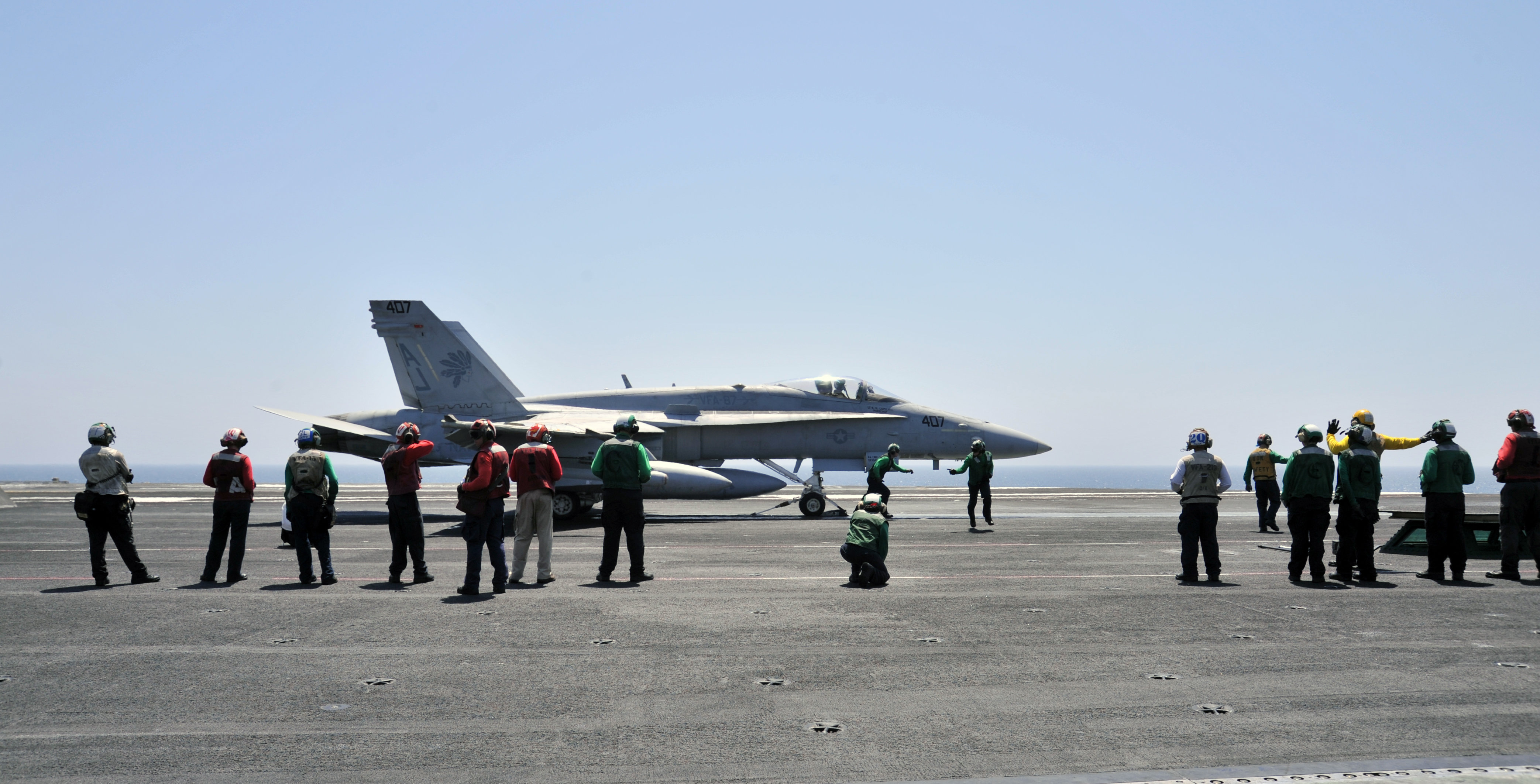
布希號航空母艦上正準備出發的F/A-18戰鬥機

8月初，ISIS在尼尼微省與庫爾德武裝部隊發生激烈交火。最終，庫爾德武裝部隊“自由斗士”先後在祖马尔镇（Zumar）和辛賈爾鎮（Sinjar）被擊潰，被迫撤出當地。聯合國表示，多達200,000名平民在衝突中被迫逃離家園。辛賈爾鎮當地雅茲迪教派的兩個聖地已經被ISIS搗毀。祖马尔鎮兩個附近的油田亦落入ISIS手中，這使他們的軍事行動有了更多的資金來源。在庫爾德部隊撤離後，ISIS也控制了摩蘇爾水壩。摩蘇爾水壩是伊拉克最大的水壩，為摩蘇爾提供大部份的電力。
在庫爾德人武裝8月6日撤離尼尼微省的克拉克斯（Qaraqosh）後，ISIS一夜間佔領了該市。克拉克斯是伊拉克基督教社區最大的城鎮，有多至四分之一的居民為基督教徒。過萬名伊拉克基督教徒已逃離家園，到庫德斯坦自治區避難。與此同時，在辛賈爾鎮淪陷後，4萬名雅茲迪教派教徒被困辛賈爾山，缺乏食物和水等資源。
美國警告称，伊拉克境內的少數民族境況正變成「人道災難」。8月7日，美國總統奧巴馬表示，他已授權對伊拉克北部的伊斯蘭極端武裝ISIS目標實施定點空襲，及對受到伊斯蘭極端武裝ISIS威脅的伊拉克地區提供人道援助的空投。奧巴馬表示，美國的空襲將瞄凖伊斯蘭極端武裝ISIS士兵，他們一旦向埃爾比勒進發，就將遭到空襲。
8月8日，美國五角大樓稱，美軍已經開始對伊拉克北部的ISIS目標實施空襲。兩架美國F/A-18戰鬥機已經在埃爾比勒附近進行首輪空襲，對ISIS的火炮和拖帶其的卡車投下500磅的激光制導炸彈。同日，美軍再對ISIS又發動了兩次空襲。出動了無人駕駛飛機及F/A-18戰鬥機，分別擊中了ISIS的迫擊炮陣地及車隊。並且以三架軍機總共向伊拉克難民空投了72包人道主義物資，共3.6萬個餐盒與3萬公升飲用水。
次日，美軍再進行了新一輪的四次空襲行動，以戰鬥機和無人機摧毀了包圍辛賈爾山的一批ISIS的裝甲運兵車和卡車。
8月10日，首批的英國人道主義物資被空投至辛賈爾山的難民。美軍在埃爾比勒再進行了五輪的空襲行動，在美軍支援下庫爾德武裝部隊亦順勢展開反攻，奪回埃爾比勒附近兩個小鎮——馬克穆爾（Makhmur）與葛沃（Gwer）。
在過去三天，在美國的空襲行動和庫爾德部隊幫助下，數千名雅茲迪人逃脫包圍，步行穿過敘利亞領土來到庫爾德人控制下的伊拉克邊境城鎮費希哈布爾(Fishkhabour)，但仍有過數千名雅茲迪人被困在山上。8月12日，大約十幾名美國海軍陸戰隊和特種作戰部隊士兵抵達伊拉克北部的山區，並在那裡待了24小時，以評估難民的狀況。美國國防部根據他們的回報表示，辛賈爾山被圍困平民的人道狀況已經得到了很大的改善，仍然被困的難民比預期要少，許多雅茲迪人已經逃離了辛賈爾山。
8月15日，庫爾德官員表示ISIS武裝分子在離辛賈爾山約45公里外的庫奇奧村莊，屠殺了80名拒絕皈依伊斯蘭教的雅茲迪人。美國軍方表示，在接收到來自庫爾德勢力的報告後，便出動兩架無人飛機，在辛賈爾山附近襲擊並摧毀了被認為屬於「伊斯蘭國」武裝分子的兩輛汽車。
8月16日，美軍戰鬥機及無人機在摩蘇爾水壩附近展開空襲。九次的空襲中共摧毀或損壞4輛裝甲運兵車(APC)，七輛武裝卡車，兩輛悍馬車和一輛裝甲車。在美軍戰鬥機支援下，伊拉克庫爾德部隊向摩蘇爾大壩附近ISIS陣地發動反攻。
8月17日，美軍繼續在摩蘇爾水壩附近展開空襲ISIL恐怖分子，空襲摧毀了ISIS三架武裝車輛，一個架車載防空砲及一個檢查站。8月18日，美軍加強空襲力度，以戰鬥機、轟炸機以及無人機在摩蘇爾水壩附近展開一共15次的空襲。摧毀了ISIS九個散兵坑、 一個檢查點、 6 架武裝車輛、一架輕型裝甲車輛及一台車載防空火砲。自8月8日起至18日為止，美國中央司令部已經進行了共68次空襲。68次空襲中有35次是用以支援摩蘇爾水壩附近的庫爾德部隊。
8月18日，庫爾德人在美軍支援下，成功击退ISIS武裝分子，並重新奪回摩蘇爾水壩。
8月31日，伊拉克政府軍、什葉派民兵和庫爾德部隊合力，對包圍萨拉赫丁省阿莫利（Amerli）鎮的ISIS武裝份子發動反攻。美軍及伊拉克政府軍的戰機也提供支援。成功為阿莫利鎮共15000名居民解圍。當地大部分居民是什葉派土庫曼人。ISIS武裝份子自六月起便圍攻該城長達兩個月，聯合國曾擔憂過阿莫利可能發生大屠殺。
據統計，美軍自八月份以來已經先後在伊拉克北部境內展開了130次空襲行動。

### 2014年9月
9月7日，美軍加大空襲力度，首次於伊拉克西部的安巴爾省實施空襲。美國戰機在伊拉克第二大水壩哈迪塞大壩發動了四次空襲。以協助伊拉克政府軍和親政府的遜尼派武裝守護大壩免受ISIS的威脅。
9月10日，奧巴馬總統周三晚間表示，他將下令大幅度擴大針對ISIS的軍事行動，並有可對敘利亞境內發動空襲，以及向伊拉克增派近475名軍事顧問。並且會加強對打擊伊斯蘭國目標的盟國地面武裝的支持，但不包括敘利亞的阿薩德總統。但奧巴馬再三強調，行動不涉及美國作戰部隊在外國的土地上戰鬥。
在新政策下，美軍擴大空襲範圍。9月14日及15日，美軍分別在辛賈爾鎮及巴格達西南面兩處展開空襲，摧毀了ISIS的戰鬥據點，以支援伊拉克政府。
9月19日，法國在伊拉克展開首次空襲行動。兩架陣風戰鬥機在摩蘇爾附近摧毀了ISIS的補給倉庫。

9月22日凌晨，美國與中東盟友展開對敘利亞境內的ISIS目標的空襲行動。
9月27日，英国、比利时、丹麦宣布加入空袭ISIS的行动中。 
9月30日，英國戰機首次展開空襲行動。英國空軍派出了兩架龍捲風戰鬥轟炸機自塞浦路斯的基地起飛，摧毀了ISIS一個重武器陣地和一輛有武裝押運的卡車。

### 2014年10月
10月2日，ISIS攻占了位于巴格达以西160公里的希特。 
10月3日，澳大利亚内阁批准参与空袭ISIS，
10月4日,继希特以后,ISIS又攻下附近的库拜萨。 
10月9日，澳大利亚展开首次空袭行动，一架F/A-18E/F超级大黄蜂式打击战斗机投掷两枚炸弹并击中一个ISIS的设施。
10月25日，伊拉克政府军重新夺回巴格达约60公里的朱尔夫塞赫尔 同日库尔德武装“自由斗士”在以美国为首的空中支援下夺回摩苏尔以西约70公里的祖马尔镇

### 2014年11月及12月
11月2日，加拿大首次对伊拉克境内的“伊斯兰国”目标发起空中军事打击，两架F/A-18大黄蜂战斗攻击机空袭了ISIS位于伊拉克中部城镇费卢杰的据点，并投放了激光制导炸弹
11月7日，4辆载有爆炸物的汽车冲入拜伊吉一个检查点，造成包含当地警察防爆专家组负责人费舍尔·扎米里少将在内的4人死亡，6人受伤 
11月9日至16日，伊拉克政府軍于9日成功推進至拜伊吉市中心，奪回控制了該鎮約50％的控制權。在14日成功奪回控制了拜伊吉鎮大部份控制權後，伊拉克政府軍向距離市中心10公里（6英里）外的煉油廠推進。并于16日最终夺回拜伊吉炼油厂。
11月18日，伊拉克安全部队在巴格达西部一个伊斯兰国武器储藏处起获大量武器。包括500公斤爆炸物、轻型和中型武器、伊斯兰国黑色旗帜、通信设备和简易爆炸装置。起获的武器中包括价值不菲的可穿透装甲车的子弹。而通常這些武器是只能由美国提供给与五角大楼合作的伙伴。
11月20日，伊拉克安全部队与库尔德武装份子在什叶派民兵的支援下经过和伊斯兰国两天激战重新控制了在首都巴格达东北方约120公里的萨阿迪耶市。同日，有消息指伊斯兰国在摩苏尔的负责人拉德旺·塔勒布·哈姆多尼和他的司机在摩苏尔遭遇空袭身亡，不过美方则无法确定哈姆多尼是否已经死亡。
11月23日，伊拉克安全部队、库尔德武装与什叶派民兵重新控制了贾劳拉和萨阿迪耶两个城镇 
12月21日，庫爾德武裝和雅茲迪戰士在美國空襲支持下，橫掃辛賈爾山北側，成功打破伊斯蘭國對辛賈爾山五個月來的圍攻。並且向辛賈爾挺進，嘗試奪回失地。

### 2015年1月至2月
2月12日，伊斯蘭國經數月的圍攻後，成功攻入位於安巴爾省的巴格達迪鎮，並威脅到類近的阿薩德空軍基地。該基地內駐守了約320位正在訓練伊拉克第7師的美國海軍陸戰隊成員。
2月13日，約20至25伊斯蘭國武裝分子對阿薩德空軍基地進行襲擊。伊拉克安全部隊成功擊退了伊斯蘭國對基地的攻擊。沒有伊拉克或美軍士兵被打死或打傷。美軍亦沒有參與槍戰。美國無人駕駛偵察機和阿帕奇攻擊直升機曾由巴格達飛往現場，但是次襲擊在他們到達前已結束，所以並沒有從事戰鬥。但基地附近的巴格達迪鎮，衝突還在持繼。美國軍於12和13日於發動了五次空襲是在阿薩德基地東部約15公里。3月初，伊拉克軍隊將IS武裝從巴格達迪趕走。

### 2015年3月 第二次提克里特戰役
3月2日，伊拉克政府軍和伊朗支持的什葉派民兵向薩拉丁省發動反攻。在伊拉克空軍支援之下，2萬至3萬名伊拉克士兵和民兵從薩邁拉向北前進，往提克里特挺進。這次進攻是全省自去年六月以來最大的軍事行動。
3月8日，伊拉克政府軍逼近提克里特，並攻下提克里特市南部郊區一個名為al-Dour的小鎮，並向提克里特北面Al-Alam鎮進攻以實現對提克里特市進行南北夾擊。
3月11日，政府軍收復Al-Alam，並且攻入提克里特北區。
為了讓伊拉克部隊的推進速度放慢，伊斯蘭國武裝份子將整個提克里特地區唯一橫跨底格里斯河的橋梁炸毀。該橋梁是由東方通住提克里特的唯一通道。武裝份子在市內部處狙擊手和IED炸彈，使政府軍攻勢停滯不前。
3月25日，由於戰局進入膠着狀態，美國戰機開始對提克里特的伊斯蘭國陣地發起空襲。伊拉克官員對空襲表示歡迎。但此舉卻引起由伊朗人領導的什葉派民兵的抵制，有三個民兵團體撤出提克里特的戰場以示不滿。

3月31日，原本退出戰鬥的什葉派民兵在在總理阿巴迪的請求下又重回戰場。同時，伊拉克政府軍攻入提克里特市中心，並宣佈成功解放提克里特。薩拉赫丁省政府總部和提克里特醫院都回到政府軍手中。

### 2015年4月
自提克里特失守後，IS向安巴爾省的首府拉馬迪及拜伊吉市發動反攻。4月18日,伊拉克軍隊將IS再度趕出拜伊吉。
4月17日，伊拉克政府声称，在薩拉丁省提克里特附近的一次軍事行動中成功擊斃了時年72歲的伊扎特·易卜拉欣·杜里。随后，伊拉克什叶派武装组织“真主旅”的发言人称，死者DNA与杜里的DNA样本相符，证实了杜里之死。

### 2015年5月 拉馬迪失守
5月，省會城市拉馬迪失守。5月15日，伊斯兰国攻佔了拉馬迪市大部分市區，隨後佔領市中心的警察總部和省政府大樓。雖然美軍對拉馬迪展開七輪空襲支援，但沒助保住這座城市。17日，剩餘的伊拉克安全部隊自拉馬迪撤離。戰鬥中，約500名安保人員死亡。其後，安巴爾省省長證實了拉馬迪的失陷。

### 2015年11月辛賈爾攻勢
2015年11月13日，庫爾德人在美國空襲支持下奪回了辛賈爾，並成功切斷IS連結拉卡與摩蘇爾的主要補給路線---47號公路。

### 2015年11月-12月 拉馬迪戰役
5月至11月期間，拉馬迪的奪回行動一度停滯不前。
11月13日，在聯軍空襲支援下，伊拉克政府軍由三方面對拉馬迪發起攻勢。11月25日，政府軍攻下位於拉馬迪西北、橫跨幼發拉底河的巴勒斯坦大橋。政府軍完成了城市的包圍圈，將拉馬迪市內IS武裝份子的通給線切斷。
12月初，政府軍北部和西部戰線取得進展，奪回了北部的Albu Farraj和Albu Ziyab，以及西部的Tamim區。政府軍又在幼發拉底河上建造浮橋，準備攻入市中心。12月22日，伊拉克安全部隊向對拉馬迪市中心發起進攻。他們經過浮橋，自北面和西面進入拉馬迪市中心，並向政府大樓推進。12月28日，政府軍攻下拉馬迪政府大樓，並升起伊拉克國旗。伊拉克政府宣布完成自伊斯蘭國手中解放拉馬迪市。

### 2016年及以後
2016年10月17日，伊拉克政府向摩蘇爾及周邊地區發起大規模攻勢。
2017年1月，伊政府軍收復摩蘇爾市東部。
2017年7月9日，總理阿巴迪宣布聯軍成功收復遭IS佔領三年的摩蘇爾市。
2017年12月9日，总理阿巴迪宣布，在重新控制了伊拉克和叙利亚的所有边境地区之后，胜利结束打击伊斯兰国的战争。

## 外部連結
- 维基共享资源上的相關多媒體資源：伊拉克內戰
- Fractured Lands: How the Arab World Came Apart（页面存档备份，存于）, by Scott Anderson, New York Times (August 11, 2016)